# Racet till Vita huset
Racet till Vita Huset var en direktsänd tv-valvaka med Filip och Fredrik som sändes natten mellan 4 och 5 november 2008 på Kanal 5. Ett en timmes långt sammandrag visades dagen efter av programmet.
Programmet var direktsänt och bevakade rösträkningen och utvecklingen i presidentvalet i USA. Medverkade gjorde även Erik Hörstadius som uppdaterade ställningen i de olika staterna. Över telefonlänk från USA fanns bland annat statsvetaren Stig-Björn Ljunggren. Den största skillnaden med denna valvaka var att Filip och Fredrik, till skillnad från SVT och TV4, var helt subjektiva. I en intervju har de sagt; "Om Obama vinner korkar vi upp champagnen, och blir det McCain kör vi en riktigt sorglig gospelkör eller nåt.".
Under de första timmarna hade valvakan fler tittare än SVT och TV4:s valvakor. Programmet sågs i snitt av 125 000 tittare, med en topp på 170 000 som mest.
Under natten gästades programmet av ett antal gäster som analyserade de båda presidentkandidaterna. Programmet innehöll också flera bandade inslag, bland annat visades hur Filip och Fredrik deltog som volontärer för Obama-kampanjen i Harlem, de intervjuade USA:s ambassadör i Sverige Michael M. Wood och analyserade reklamfilmer tillsammans med Kristian Luuk.

## Gäster
- LaGaylia Frazier
- Mona Sahlin
- Henrik Schyffert
- Ingvar Carlsson
- Staffan Heimersson
- Åsa Linderborg
- Per Schlingmann
- Kristian Luuk
- Michael Storåkers
- Barbro Hedvall
- Göran Greider
- Fredrik Virtanen
- Jessika Gedin
- Natalia Kazmierska
- Bengt Liljegren
- David Batra
- Leif Pagrotsky